# Lillgrund Vindmøllepark
Lillgrund Vindmøllepark ligger cirka 10 km udenfor den skånske kyst sydøst for Øresundsbron. Parken ejes af Vattenfall AB og var 2007 den hidtil største enkelt-satsning på vindkraft i Sverige. Ved færdiggørelsen den 26. oktober 2007 var det den tredje største havvindmøllepark i verden. Omkostningerne for parken beregnes til 1.8 mia. SEK. De installerede vindmøller beregnes at holdes i drift i 20-25 år.

## Vindmøller og energiproduktion
48 stk. 2,3 MW vindmøller af model Mk II fra Siemens Wind Power er opført ved Lillgrund. Vindmøllerne er 115 meter høje, regnet til vingernes højeste punkt. De har en rotordiameter på 93 m.
Vinden ved Lillgrund anses at være 8-10 m/s i gennemsnit og den årlige produktion af energi beregnes at komme op på ca. 330 GWh, hvilket svarer til elforbruget for 60.000 husholdninger (ca. 5000 kWh per husholdning).

## Eksterns links
- Vattenfall: Lillegrund Havmøllepark (Webside ikke længere tilgængelig)
- Vattenfall och vindkraftteknik – på land (Webside ikke længere tilgængelig)

55°31′16.83″N 12°46′7.27″Ø / 55.5213417°N 12.7686861°Ø